# Petar Winarow

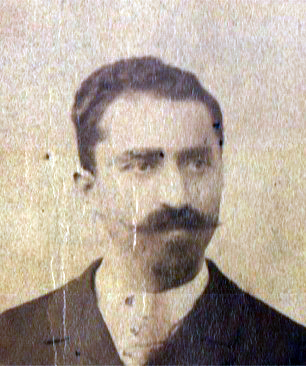
Petar Winarow

Petar Nikolow Stanew-Winarow (auch Petar Nikolov Stanev-Vinarov, meist nur Petar Winarow, geschrieben bulgarisch Петър Николов Станев-Винаров; * 1850 in Rousse, damals Osmanisches Reich, heute Bulgarien; † 12. Januar 1926 ebenda) war ein bulgarischer Freiheitskämpfer, Kaufmann, Politiker und mehrfacher Bürgermeister seiner Heimatstadt Rousse. Der General Warban Winarow war sein Bruder.

## Leben
Petar Winarow wurde 1850 in der damals zum Osmanischen Reich gehörenden Donaustadt Rousse geboren. Die Grenzstadt zum rumänischen Fürstentum war zu dieser Zeit ein zentraler Knotenpunkt für den Warenverkehr zwischen West-, Ost- und Südosteuropa. Hier wurden die Waren und Güter, welche über die Donau transportiert wurden, für den Weitertransport ins Osmanische Reich über Land umgeschlagen. Als Jugendlicher nahm Petar aktiv am Kampf für eine unabhängige Bulgarische Kirche teil und beteiligte sich 1865 an der Aktion zur Vertreibung des griechischen Bischofs von Rousse, Synesius.
Während des Russisch-Osmanischen Krieges (1877–1878) unterstützte Petar den russischen Geheimdienst und sammelte Informationen über das osmanische Militär. Bei einer der Aktionen wurde er gemeinsam mit Michail Chadschkostow, Warban Doschtew und Atanas Kraew von den Osmanen verhaftet und nach Halep in die Verbannung geschickt. Das Ende des Krieges erlebte Petar in dem heutigen Aleppo und konnte nach einer anschließenden Amnestie am 23. April 1878 dem Heimweg ins befreite Vaterland antreten.
Als Fürst Alexander I. von Bulgarien sich vom Regime der Vollmachten abwandte und daraufhin erneut Wahlen zuließ, beteiligte sich Petar Winarow an den Kommunalwahlen von Mai 1885 mit einem Listenplatz der Vereinigten Opposition (aus dem Bulg. Съединената опозиция), ein Zusammenschluss von Politikern der ehemaligen Progressivliberalen Partei und Konservativen Partei. Winarow wurde in den Gemeinderat gewählt und am 1. Juli 1885 durch ein Dekret des Fürsten Alexander I. als Bürgermeister bestätigt.
Unter seiner Führung unterstützte die Gemeinde Rousse den wirtschaftlichen Aufbau der Stadt. Die Idee Winarows war, dass durch die Errichtung von Gemeindebetrieben die Modernisierung der Stadt schneller vorangetrieben werden könne und dadurch Arbeitsplätze geschaffen werden könnten. So wurde sechs Tabakfabriken gebaut, welche daraufhin an Privatleute verpachtet und zum späteren Zeitpunkt verkauft wurden. Weiterhin wurden verschiedene Maßnahmen zur Unterstützung der Kaufleute in der Stadt, welche den Zugang zum Osmanischen Reich zu verlieren drohten, unternommen.
Als im Winter 1885 der Serbisch-Bulgarische Krieg ausbrach, verfügte der Junge bulgarische Staat noch über kein ausgebautes Gesundheitswesen oder eine großangelegte Militärinfrastruktur und Freiwillige mussten selbst für die Bewaffnung und Ernährung aufkommen. So entschied die Gemeinde Rousse unter der Anregung Winarows mehrere vorübergehende Lazarette zu eröffnen, welche verletzte Soldaten von der Nordfront bei Widin über die Dobau brachten. Winarow selbst beherbergte Freiwillige und unterstützte finanziell alle sieben Tschetas des Rousse Freiwilligen Corps.
Im Putsch von 1886 gegen den Fürsten Alexander I. von Bulgarien unterstützte Winarow zunächst die prorussischen Kräfte. Mit dem Gegenputsch von Stefan Stambolow und die Ankunft des Fürsten am 17. Augustjul. / 29. August 1886greg. in Rousse wurde Winarow zum Stambolower (aus dem Bulg. стамболовисти/stambolowisti), wie die Unterstützer des Gegenputsches genannt wurden. Stambolow hielt sich selbst in Rousse auf, um den Fürsten bei seiner Rückkehr zu empfangen.
Die Gemeinderatswahlen von 4. September 1887 wurden von der Stambolower Volksliberalen Partei gewonnen, aus dessen Liste Petar Winarow ebenfalls in den Gemeinderat einzog. Zum Bürgermeister wurde jedoch zunächst Dimitar Manow gewählt. Winarow wurde dessen Stellvertreter. Als die inneren Streitigkeiten in der Volksliberalen Partei im Herbst Oberhand nahmen und die Partei daraufhin zerbrach, wurde am 8. Januar 1888 Manow von den Stambolowern als Bürgermeister abgesetzt. Am 15. Januar wurde Winarow durch ein Dekret des Fürsten Ferdinand I. als Bürgermeister bestätigt.
Unter Winarow wurden die ersten Straßen von Rousse mit Steinen aus Saint-Raphaël (Frankreich) gepflastert und mit Straßenlaternen beleuchtet sowie die ersten Klassizistischen und Jugendstilbauten fertiggestellt. Nach der Vision von Winarow sollte Rousse schnell die Transformation von einer osmanischen Provinzhauptstadt (siehe Vilâyet Tuna) in eine moderne europäische Stadt nach dem Vorbild Wiens vollziehen. 1888 wurde die Gründung der Stadtbibliothek beschlossen. Er unterstützte weiterhin die Industrialisierung und so gab es 1890 bereits 14 größere Fabriken und Manufakturen, unter anderem für Metallbearbeitung, Chemieverarbeitung, Lederverarbeitung und Keramik in der Stadt.
Bei den Gemeinderatswahlen in 1890 wurde Winarow erneut zum Ratsmitglied gewählt und anschließend zum Bürgermeister ernannt. Zwei Jahre später legte er den Grundstein für die Zeitung Rousse Gemeindeanzeiger (aus dem Bulg. Русенски общински вестник).
1893 wurden alle Mitglieder des Gemeinderats und der Bürgermeister Petar Winarow abgesetzt und daraufhin von den innenpolitische Gegnern Stambolows öffentlich verunglimpft.
Das 1921 von Petar Winarow erbaute Familienhaus ist heute kulturhistorisches Denkmal.
Petar Winarow verstarb am 12. Januar 1926 in Rousse.

## Familie

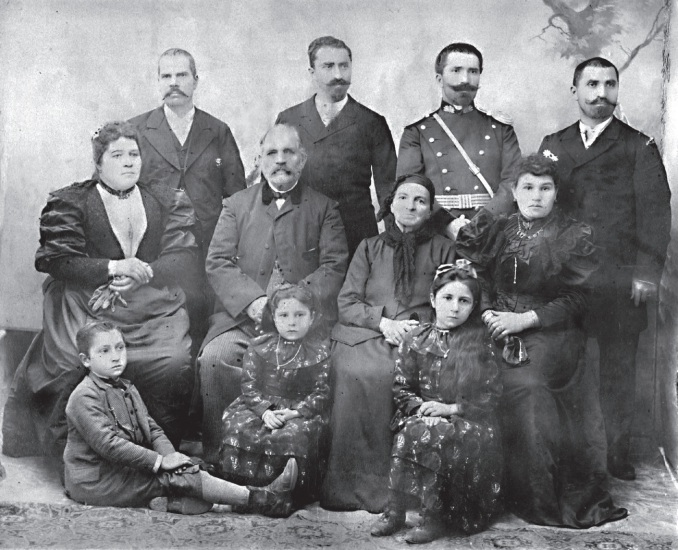
Die Familien Danewi, Winarowi und Chadschiiwanowi, (von links nach rechts):
Sitzend in der Mitte Marija, Nikola, Sofia und Tonka;
Stehend Georgi Danew – Ehenmann von Marija, Petar, Warwan, Petar Chadschiiwanow – Ehemann von Tonka;
die Kinder von Petar und Tonka – Iwan, Rajna und Sofka

Petar Winarow war mit Angelina Iwanowa aus Tutrakan verheiratet. Mit ihr hatte Petar acht Kinder Kolju; Wladju; Iwan († 1913) Arzt, gestorben im Balkankrieg; Sofka, verheiratet mit dem Offizier Dimitar Grantscharow und Hofdame des Fürsten Ferdinand; Kosta; Rajna; Rowan und Wenka. Der General Warban Winarow war sein Bruder und die Tochter von Warban, Bistra (1890–1977) Malerin, Expressionistin, Freundin von Rainer Maria Rilke und verheiratet mit dem Diplomaten Simeon Radew seine Nichte.
Petar wurde selbst in die Familie von Nikola Stanew Scharaptschijata und Sofia Maltschewa geboren. Es ist nicht überliefert, ob und wann sich der Familienname in Winarow änderte. Er selbst nannte sich teilweise noch Petar Nikolow Stanew. Der Familienname oder Beiname dessen Vaters Scharaptschijata ist eine Ableitung aus dem Osmanischen Şarap (zu Dt. Wein) und bedeutet wortwörtlich zu dt. Weinmacher und auf Bulg. Winarow und lässt darauf schließen, dass die Familie mit Weinproduktion oder Weinhandel in Verbindung stand. So beschreibt der Chronist Ljubomir Slatew, das als Fürst Alexander I. von Bulgarien die Verfassung von Tarnowo für ungültig erklärte und daraufhin Rousse besuchte um für sein Regime der Vollmachten zu werben, Petar Winarow seine Weinkellerei öffnete und Wein für die Feierlichkeiten spendete.
Neben Warban hatte Petar noch zwei Schwestern: Marija, verheiratet mit Georgi Danew und Tonka, verheiratet mit Petar Chadschiiwanow. Petar Chadschiiwanow, Enkel des Freiheitskämpfers Waltschan Wojwoda lebte mit Tonka in Rousse und im dobrudschanischen Tulcea. Im letzteren besaß er mehrere Verkaufsläden und in der Umgebung große Ländereien und Weinberge. Ihre beiden Töchter Rajna und Sofka blieben in Tulcea bis zum Vertrag von Craiova 1940, als sie ihr Eigentum dem rumänischen Staat überlassen müssten und siedelten sich daraufhin in Silistra an.